# Athirampuzha
Athirampuzha es una ciudad censal situada en el distrito de Kottayam en el estado de Kerala (India). Su población es de 40438 habitantes (2011). Se encuentra a 9 km de Kottayam y a 62 km de Cochin.

## Demografía
Según el censo de 2011 la población de Athirampuzha era de 40438 habitantes, de los cuales 20122 eran hombres y 20316 eran mujeres. Athirampuzha tiene una tasa media de alfabetización del 97,53%, superior a la media estatal del 94%: la alfabetización masculina es del 98,42%, y la alfabetización femenina del 96,65%.